# Трансторакална биопсија
Трансторакална биопсија иглом је устаљена и прихваћена техника за дијагнозу малигних маса или чворова, са осетљивошћу од 90–97%. Техника је раније била ограничена ниском специфичношћу за бенигне болести, али се то побољшало пласирањем игле под компјутерском томографијом (ЦТ) и употребом биопсионе коаксијалне трансторакалне игле са аутоматизованом иглом за резање.
Увођењем трансторакалне биопсије иглом у свакодневну праксу, избегавају се инвазивније алтернативне дијагностичке методе као што су торакоскопија, медијастиноскопија и торакотомија, чиме је скраћено трајање хоспитализације  и значајно смањен број и тежина компликација.

## Историја
Лајден је први пут употребио трансторакалну биопсију иглом 1883. године код три пацијента са пнеумонијом, а Менетриер је ову методу искористио три године касније за дијагнозу рака плућа. Шездесетих година 20. века Нордерстром и Зајичек су популаризовали ову технику у болници Каролинској болници у Стокхолму.
Први пут су ЦТ вођену трансторакалну биопсију приказали Хага и Алфиди  у Кливленду 1976. године. Они су за ЦТ вођену трансторакалну биопсију утврдили да је најтачнија метода за локализацију лезија.  
Иако се данас трансторакалне биопсије могу водити различитим техникама снимања као што су ЦТ, ЦТ-флуороскопија и ултразвук (УЗВ), ЦТ-флуороскопија која је уведена у праксу 1993. године, показала се као најбоља јер је омогућила приказ слике у реалном времену. 
Данас се компјуторизована томографија сматра методом избора за трансторакалну биопсију  будући да омогућава приказ читавог грудног коша, прецизну локализацију циљне лезије, као и њен однос с околним структурама, пре свега виталним органима и великим крвним судовима и бронхима. Осим тога омогућава током читаве интервенције поуздан приказ биопсијске игле као и рану детекцију евентуалних компликација.

## Опште информације
Трансторакална биопсија иглом грудних  или медијастиналних структура ради се иглом са косо одсеченим врхом и кроз њу се аспирира комад ткива за хистолошку анализу. Биопсија трансторакалном иглом се ради ради:
- процене периферних плућних чворова или маса,
- процена промена у хилусу, медијастинуму и плеури,
- процене дијагностички нерешених инфилтрата и пнеумоније, када је бронхоскопија контраиндикована или није дијагностичка.

Када се ради под контроломкомпјутеризоване томографије или ултразвука са квалификованим цитопатологом, тачност биопсије трансторакалне игле у дијагнози малигног тумора је >95%. Биопсија иглом даје тачну дијагнозу бенигних процеса само у 50 до 60%. 
Узимање оралних антикоагулантних и антиагрегацијских лијекова треба бити редуковано или заустављено пре приступања биопсији како би се постигле циљне вредности међународног нормалног односа (ИНР), активираног парцијалног тромбопластинског времена (АПТВ) и броја тромбоцита. Вредност ИНР-а требало би бити већа од 1,5, активирано парцијално тромбопластинског времена не сме бити веће 1,5 пута од референтне вридности, а препоручени број тромбоцита треба да буде <50,000/μл.

## Индикације
Болесници се подвргавају биопсији или ребиопсији малигних лезија у циљу добивања хистолошког материјала погодног за детекцију биолошког профила као основе којом се одређује циљана терапија. Трансторакална биопсија користи се за верификацију новонасталих солитарних или мултиплих лезија у плућима, медијастинуму, плеури и грудном зидуи. 
Индикације за трансторакалну биопсију укључују:
- утврђивање природе солитарних нодозних творевина или инфилтрата,
- дијагностику мултиплих нодула у болесника код којих није позната малигна болест или код оних који су у дужој ремисији
- утврђивање кавитарне лезије за које се са сигурношћу не може одредити јесу ли апсцеси или кавитирани тумори[2]
- утврђивање инфилтрата који имају карактеристике упале, а не регредирају на терапију,
- потврду дијагнозе код бенигних интраторакалних лезија,
- дијагнозу дифузних плућних болести,
- дијагнозу плеуралних лезија
- процена проширености болести.[6][7][4]

Главна индикација је код пацијената за процену периферних плућних чворова или маса, као и промена у хилусу, медијастинуму и плеури, односно дијагностички нерешених инфилтрата и пнеумоније, када је бронхоскопија контраиндикована или није дијагностичка. Њом се код карцинома може утврди тип ћелије у неоперабилној узнапредовалој болести уз негативну цитологију испљувка (спутума) и бронхоскопију . 
Такође се широко користи када постоје појединачне или вишеструке масе са познатим екстраторакалним малигнитетом за потврду метастатске болести . 
Током различитих стадијума малигнитета грудног коша овом метоодом оже се открити контралатерални плућни чвор или медијастинална, хепатична или надбубрежна маса. За процену операбилности, тада је од највеће важности биопсија таквих лезија. 
Трансторакална биопсија је такође метода за потврђивање панкосталног тумора . 
Ако постоји висок клинички и радиолошки индекс сумње да је лезија малигна, а пацијент је иначе операбилан, пацијент може ићи директно на операцију. Међутим, ако се клинички и радиолошки сматра да је усамљена маса бенигна, ради се биопсија. 
Хиларне и медијастиналне лезије се такође могу прегледати биопсијом перкутано, што може бити од посебне вредности као алтернатива трансбронхијалној биопсији , медијастиноскопији или трансезофагеалној биопсији.
Трансторакална биопсија се може применити и за дијагнозу инфекције, јер може помоћи у идентификовању микроорганизме који производе жаришне лезије код 80% имунокомпромитованих пацијената са сумњом на инфекцију плућа.  

## Контраиндикације
Постоји само једна апсолутна контраиндикација за извођење ове дијагностичке процедуре, а то је непотписивање обрасца за пристанак од стране пацијента, све остале контраиндикације су углавном релативне и сличне су са оним код торакоцентезе.  
Додатне контраиндикације су:
- анеуризме, артериовенске малформације,
- механичка вентилација,
- контралатерална пулмектомија,
- сумња на васкуларне лезије,
- гнојни апсцес плућа,
- ехинококна циста,
- плућна хипертензија,
- булозна болест плућа,
- упорни кашаљ,
- коагулопатија, тромбоцитопенија <50.000/μL и друге хеморагичке дијатезе

Биопсија лезије код пацијената са веома лошом плућном функцијом је могућа, под условом да промена лежи периферно и да је компјутеризованом томографијоим откривен „безбедан“ пут који не пролази кроз плућни паренхим.
Приликом извођења биопсије треба водити рачуна да се избегне пнеумоторакс , који може бити опасан по живот. 
Коагулацијски преглед се обавезно ради ако су присутни фактори ризика, на пример, ако пацијент има метастазе у јетри , историју пијења алкохола или узима варфарин или аспирина. 
Иако су неке хидатидне лезије прегледане биопсијом,  и даље постоји повећан и вероватно неприхватљив ризик од анафилактичке реакције код ове групе пацијената.

## Компликације
Трансторакална биопсија, као сваки медицински поступак, може резултовати компликацијама. Најчешће компликације су:
- билатерални пнеумоторакс (10 до 37%),
- плућна хеморагија с или без хемоптизе (10 до 25%),[9]
- хематоторакс
- ваздушна емболија,[10]
- поткожни емфизем,
- ширење тумора кроз пункциони канал (0,012 до 0,061%),[11]
- смртни исход  (0,01% до 0,21%).[12]